# بوابوض
بوابوض هي بلدة مغربية تقع غرب مدينة مراكش وتبعد عنها ب 143 كلم. المدينة تنتمي لإقليم شيشاوة وتضم 12.196 نسمة (إحصاء 2004).

## ثقافة
- قصبة القائد المتوكي